# Thomas Leitch-Frey
Thomas James Archibald Leitch-Frey (* 10. August 1962 in Bern) ist ein Schweizer Politiker der Sozialdemokratischen Partei (SP). Er gehörte von 1997 bis 2022 dem Grossen Rat des Kantons Aargau an.
Von 1993 bis 1996 und von 2007 bis 2014 war er Präsident der SP-Bezirkspartei Bremgarten. Von 1996 bis 1998 war er Co-Präsident der SP Aargau, zusammen mit Barbara Kunz-Egloff. Von 2003 bis 2018 war er Delegierter der SP Aargau bei der SP Schweiz. Von 2013 bis 2016 war er Präsident der grossrätlichen Kommission Bildung, Kultur und Sport. Leitch-Frey ist verwitwet und wohnt in Wohlen. Von 1989 bis zur Pensionierung 2024 arbeitete er als Sekundarlehrer an der Kreisschule Mutschellen in Berikon.